# Trias (moneta)
Trias – srebrna moneta rzymska równa 3/12 asa.